# Emirates Stadium
Emirates Stadium – stadion piłkarski położony w północnym Londynie, w dzielnicy Islington, na którym od sezonu 2006/07 mecze rozgrywa drużyna Arsenalu. Oddany do użytku został w lipcu 2006 roku. Stadion ma wszystkie miejsca siedzące, a jego całkowita pojemność wynosi 60 355 miejsc, co czyni go trzecim co do wielkości obiektem w Premier League.
Początkowo znany był jako Ashburton Grove, jednak wykupienie praw do nazwy przez linie lotnicze Emirates spowodowało jej zmianę na Emirates Stadium. Koszt budowy obiektu wyniósł 430 milionów funtów, jednak nie całą tę sumę poświęcono na konstrukcję stadionu.

## Stadion
Stadion Arsenalu jest konstrukcją składającą się z czterech kondygnacji. Zadaszone są tylko trybuny obiektu. Stadion został zaprojektowany przez architektów z firmy HOK Sport oraz inżynierów z firmy Buro Happold, konsultantami do spraw budowy była firma AYH. Wśród realizujących projekt znalazła się także firma Sir Robert McAlpine.
Górna (26 646 miejsc) oraz dolna (24 425 miejsc) kondygnacja to standardowe miejsca siedzące. W sezonie 2006/2007 ceny biletów na spotkania „kategorii B” wynosiły od 32 do 66 funtów (dla dorosłych), zaś dla młodzieży kosztowały one 13 funtów. Wejściówki na mecze „kategorii A” wahały się od 46 do 96 funtów. Za sezonowy karnet trzeba było zapłacić między 885 a 1825 funtów.
Najmniejsza kondygnacja składa się z 150 loży po 10, 12 i 15 miejsc. Maksymalna liczba widzów na tym poziomie wynosi 2222. Najtańsza cena loży to 65 tys. funtów. Posiadanie w niej miejsca daje uprawnienia do oglądania każdego spotkania Arsenalu na własnym stadionie, w ramach Ligi Mistrzów, Pucharu Anglii oraz Carling Cup. Najbardziej ekskluzywnym miejscem na stadionie jest tzw. „Diamentowy Klub”. Aby móc się tam znaleźć trzeba otrzymać zaproszenie. Ponadto należy zapłacić za każdy mecz 25 tys. funtów i tyle samo dopłacać raz do roku. Bilety te upoważniają do korzystania z darmowej restauracji i baru, miejsca parkingowego oraz specjalnej obsługi. Członkowie klubu mają również możliwość podróżowania samolotem piłkarzy na europejskie mecze wyjazdowe.

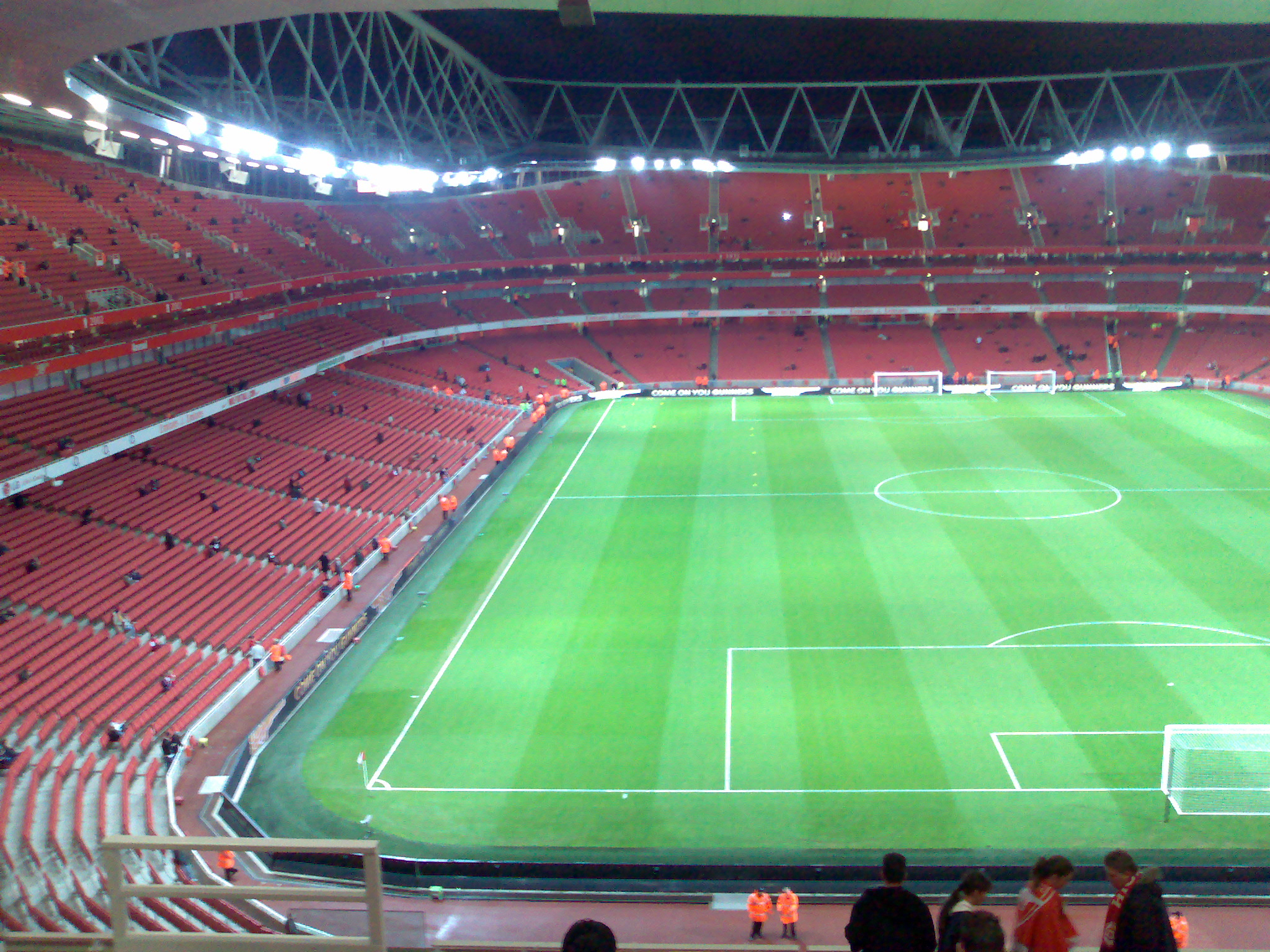
Wnętrze Emirates Stadium

Boisko ma wymiary 105×68 metrów, co sprawia, że jest ono największe w całej Premier League. Całkowita wielkość murawy wynosi 113×76 metrów. Po zachodniej stronie obiektu znajduje się tunel dla piłkarzy, tuż pod miejscem na główną kamerę telewizyjną. Kibice gości mają miejsca w południowo-wschodniej części stadionu, na niższej kondygnacji. Liczba miejsc może być zwiększona z 1,5 do 4,5 tys., jeżeli udostępnione zostaną miejsca za południową bramką. Kolejne 4,5 tys. krzesełek można uzyskać przyznając kibicom miejsca na wyższej kondygnacji. To sprawia, że maksymalna liczba miejsc dla fanów przeciwnych drużyn to 9 tys. (przepisy mówią o 15 proc. na puchary, takie jak FA Cup i Carling Cup).
Górna kondygnacja jest w pewnych miejscach „ścięta”, co pozwala na dostanie się na stadion większej ilości powietrza i światła. W północno-zachodniej i południowo-wschodniej części trybun znajdują się dwa gigantyczne telebimy. Włodarze klubu rozważają zbudowanie jeszcze trzeciego w części północno-wschodniej.
Emirates jest mocno związany ze starym obiektem Arsenalu, Highbury. Władze Kanonierów za wszelką cenę starają się, aby były stadion nie odszedł w zapomnienie. Biura klubowe nazwane są Highbury House, znajduje się tam też popiersie legendarnego szkoleniowca Arsenalu, Herberta Chapmana. Dwa mosty biegnące nad torami kolejowymi zostały nazwane Clock End i North Bank, na pamiątkę trybun Highbury. Słynny zegar wiszący na Clock End również został przeniesiony na Emirates Stadium.

## Nazwa
5 października 2004 roku ogłoszono, że nowy stadion Arsenalu nosić będzie nazwę Emirates Stadium – władze Kanonierów porozumiały się w sprawie warunków kontraktu z liniami lotniczymi Emirates Airline, opiewającego na 100 mln euro i ważnego przez 15 lat. Umowa zakłada również noszenie przez zawodników Arsenalu koszulek z logiem sponsora przez osiem następnych sezonów.

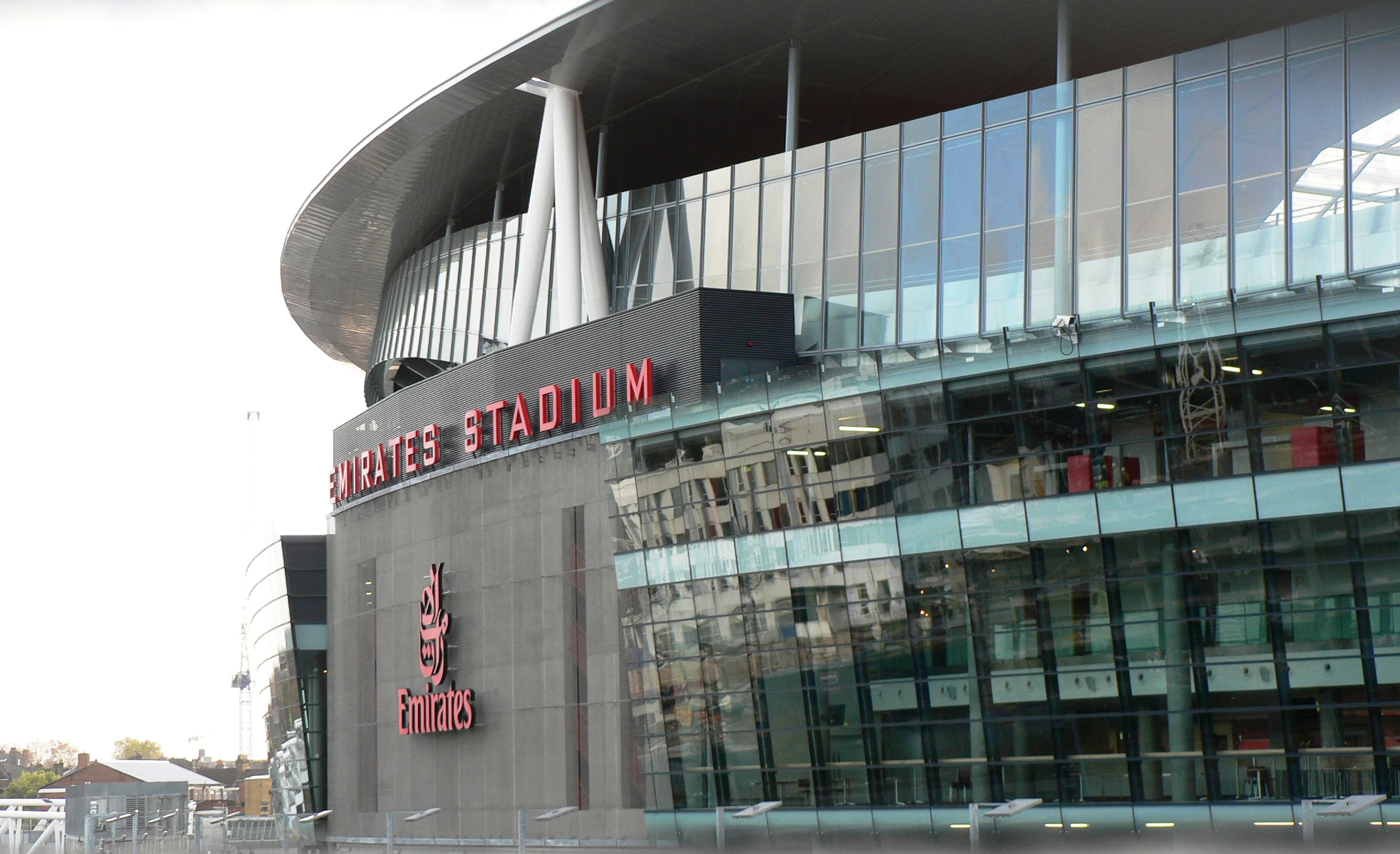
Emirates Stadium

Nazwa obiektu często jest skracana do krótkiego The Emirates. Kibice najczęściej operują nazwą Ashburton Grove. Podobnie miała się sprawa z poprzednim stadionem Kanonierów – rzadko mówiono Arsenal Stadium, lecz po prostu Highbury.
Według przepisów UEFA stadion nie może być oficjalnie nazywany Emirates Stadium, ponieważ Emirates nie jest głównym sponsorem Ligi Mistrzów (w podobnej sytuacji jest obiekt Bayernu Monachium, Allianz Arena). Z tego powodu UEFA preferuje nazwę Ashburton Grove lub Arsenal Stadium.

## Historia

### Potrzeba nowego stadionu
Pierwsze plany budowy Emirates Stadium powstały na początku lat dziewięćdziesiątych. Ówczesny obiekt Arsenalu, Highbury, był za mały, przez co często nie mógł pomieścić wszystkich chętnych do obejrzenia spotkania. Sytuacje te poważnie odbijały się na finansach klubu. Dochód z biletów wynosił ok. 28 mln funtów, a wpływy ze sprzedaży praw telewizyjnych ok. 52 mln funtów. Większość tej sumy przynosiła sprzedaż meczów Ligi Mistrzów. Działacze Kanonierów pragnęli zwiększyć dochody ze sprzedaży wejściówek oraz uniezależnić się od LM. Wkrótce zapadła decyzja o budowie nowego obiektu, mogącego pomieścić 60 tys. widzów.

### Wybór Ashburton Grove
Ostatecznie klub wybrał teren pod nowy stadion w odległości tylko pięćset metrów od Highbury. Projekt został ogłoszony w listopadzie 1999 roku, a otwarcie planowano na sierpień 2003 roku, ale wskutek trudności finansowych przełożono je na lato 2006. Teren Ashburton Grove miał wielu dzierżawców. W celu zabudowania parceli konieczne było wykupienie jej od ówczesnych właścicieli, i zapłacenie za jej przemieszczenie, co okazało się być bardzo kosztowne.

### Sprzeciw mieszkańców

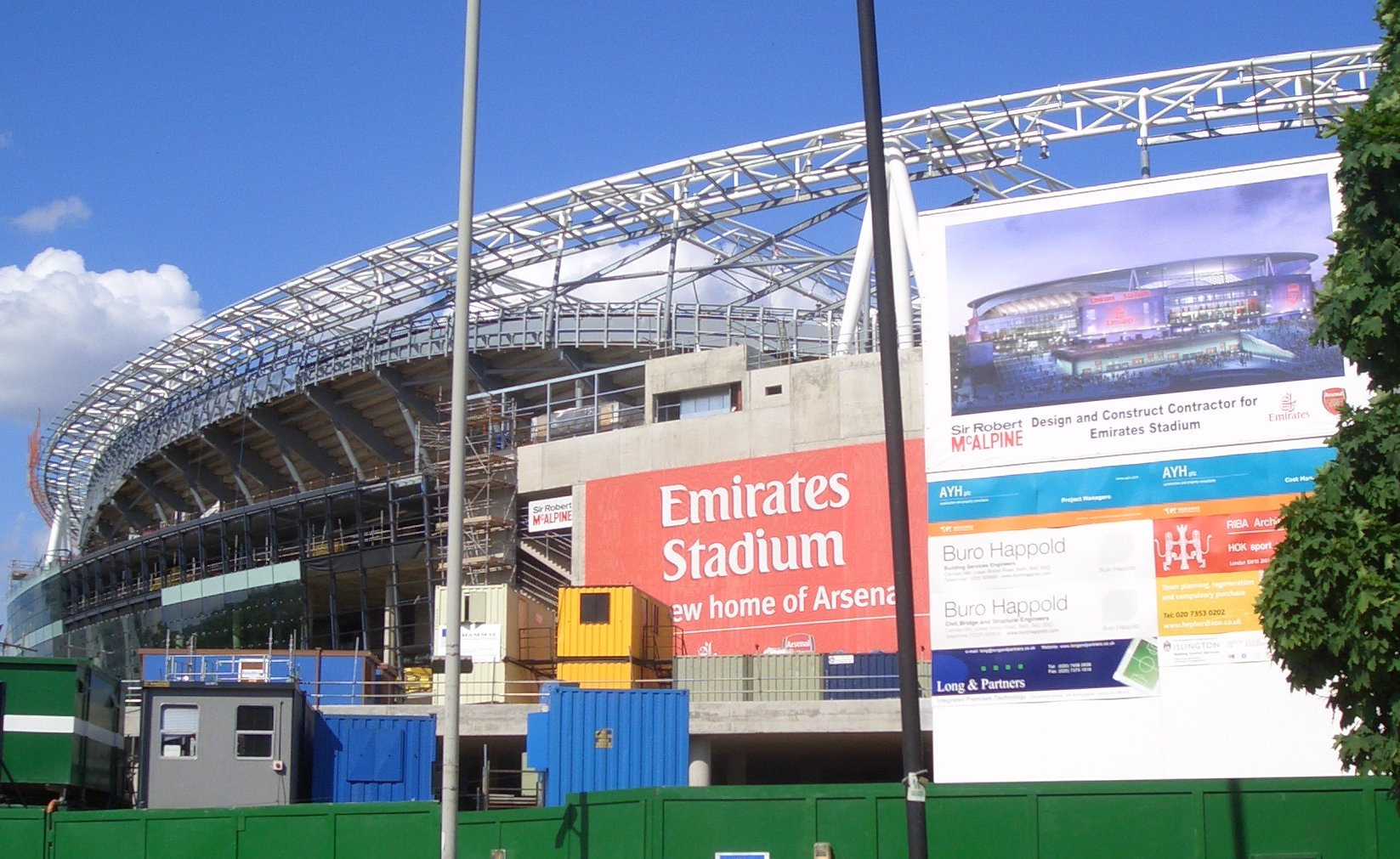
Emirates Stadium podczas budowy

Mimo obecności Arsenalu w Islington przez ponad 80 lat, niektórzy mieszkańcy i lokalne przedsiębiorstwa sprzeciwili się budowie nowego stadionu. Lokatorzy, którzy musieli się przeprowadzić, w lipcu 2002 roku wnieśli sprawę do sądu, ale przegrali ją.
Kwestia budowy stadionu stała się ważnym punktem kampanii przed wyborami samorządowymi w maju 2006. Partia Liberalnych Demokratów straciła mandaty w kilku okolicznych okręgach, co pozbawiło ją większości w Radzie Miasta. Policja zażądała także, aby autokary przywożące kibiców były parkowane w pobliskim Sobel Sports Centre zamiast podziemnym parkingu na stadionie, zaś przejazd przez 14 okolicznych ulic był ograniczony w dniu każdego meczu.

### Konstrukcja
Budowa stadionu rozpoczęła się w lutym 2004. W tym samym czasie rozpoczęto także budowę dwóch mostów nad linią kolejową Northern City, łączącą stadion z Dayton Park. W sierpniu 2005 roku sama konstrukcja była gotowa. Do lutego 2006 roku 90 proc. miejsc na trybunach zostało wyprzedanych, a do czerwca tego samego roku kolejne 10 proc. Ceremonia instalacji pierwszego krzesełka miała miejsce 13 marca 2006 roku. Wziął w niej udział piłkarz Kanonierów, Abou Diaby. Test świateł stadionowych został przeprowadzony 25 czerwca, a dzień później ustawiono bramki.

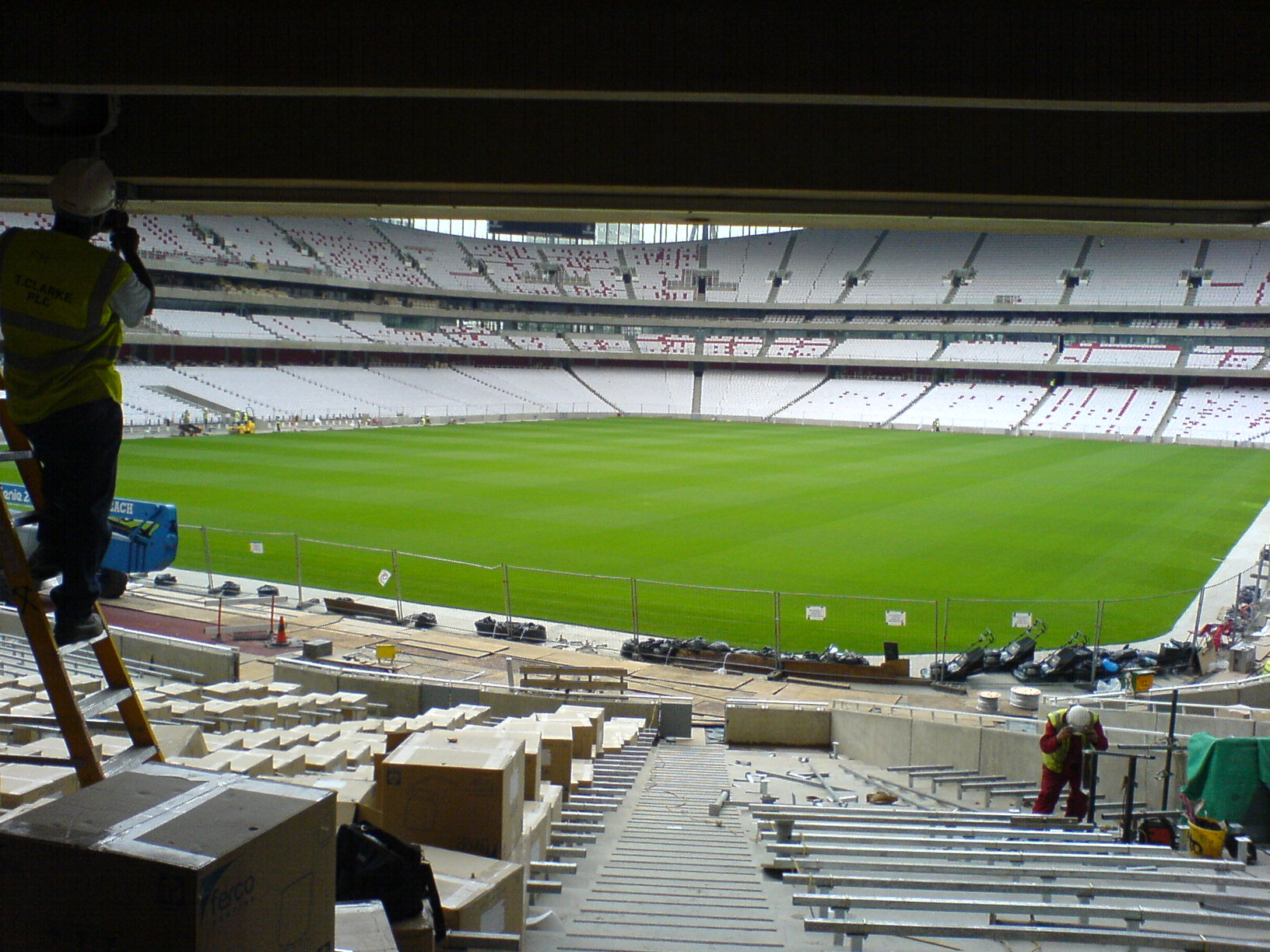
Wnętrze stadionu pod koniec budowy

### Otwarcie
Oficjalne otwarcie Emirates Stadium miało miejsce 26 października 2006, dokonał go książę Filip. Początkowo ceremonię poprowadzić miała królowa brytyjska, Elżbieta II, ale w związku z problemami zdrowotnymi nie wzięła udziału w uroczystości.

### Jubileusze

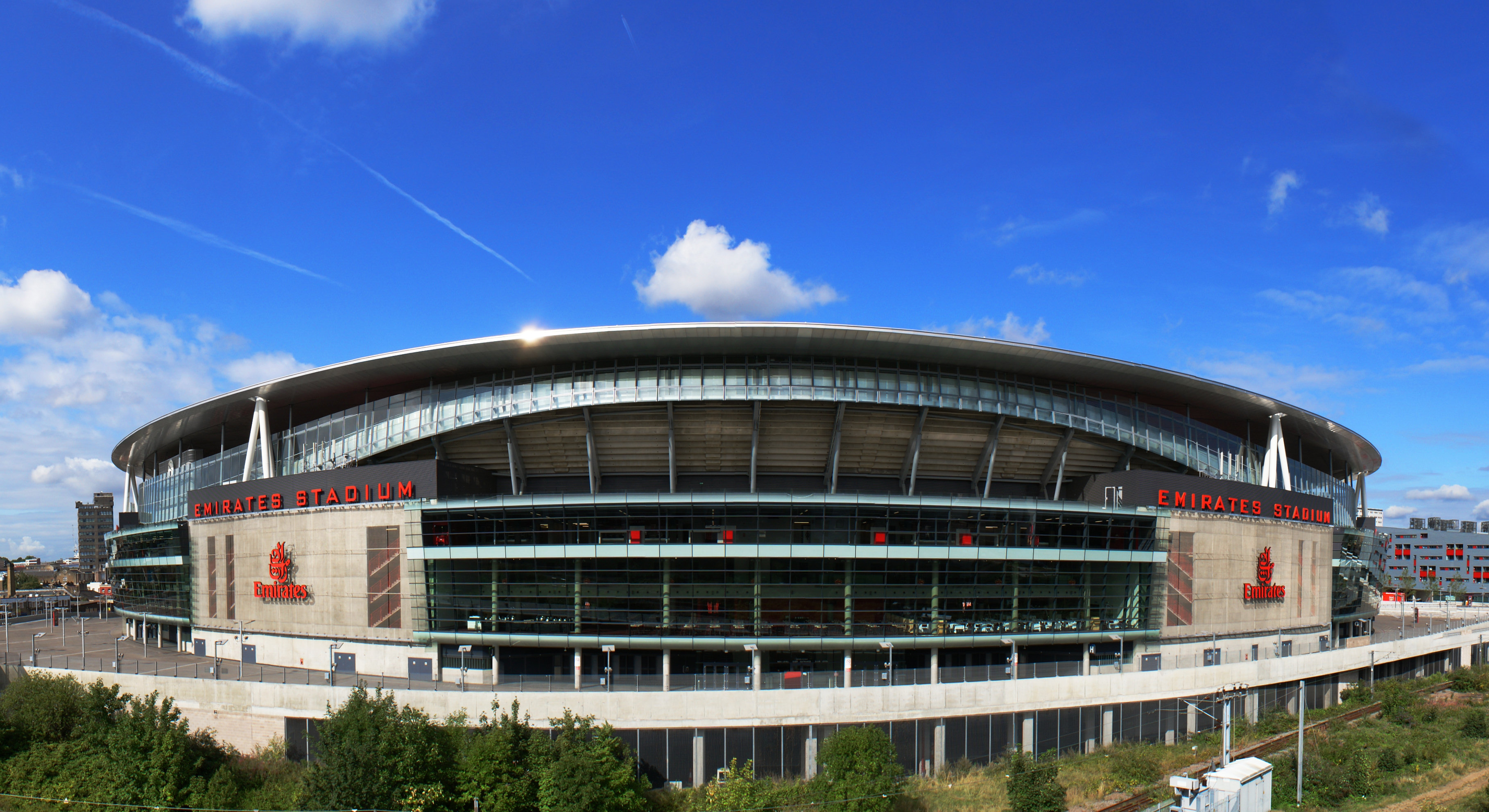
Stadion Emirates

- Pierwszy mecz na nowym stadionie odbył się 22 lipca 2006. Spotkanie to było pożegnalnym meczem Dennisa Bergkampa. Londyńczycy zmierzyli się z pierwszym klubem Holendra, Ajaksem Amsterdam[15]. Pierwszego gola na Emirates zdobył napastnik Ajaksu, Klaas-Jan Huntelaar, ale Arsenal zdołał ostatecznie wygrać 2:1 po trafieniach Thierry'ego Henry'ego i Nwankwo Kanu[16].
- Pierwsze spotkanie w ramach Premiership odbyło się 19 sierpnia 2006 roku, a przeciwnikiem Arsenalu była Aston Villa. Goście objęli prowadzenie po trafieniu Olofa Mellberga. Po dramatycznej końcówce „Kanonierzy” wyrównali za sprawą gola Gilberto Silvy. Na swoje pierwsze zwycięstwo w rozgrywkach Arsenal musiał czekać aż do 23 września, kiedy to wygrał 3:0 z Sheffield United.
- Pierwszym meczem w europejskich pucharach było starcie z Dinamem Zagrzeb. Goście jako pierwsi objęli prowadzenie, jednakże Arsenal zdołał strzelić dwa gole i zwyciężyć 2:1.
- Pierwszym spotkaniem międzynarodowym na Emirates Stadium był mecz towarzyski pomiędzy Brazylią i Argentyną, 3 września 2006. Konfrontacja zakończyła się pewnym zwycięstwem Brazylii (3:0)[17].
- Największą dotychczas publiczność – 60,161 osób, zgromadziło spotkanie z Manchesterem United, rozegrane 3 listopada 2007, które to zakończyło się remisem 2:2[18].
- Od 2007 r. jest na nim rozgrywany miniturniej piłkarski, Emirates Cup.

## Finanse

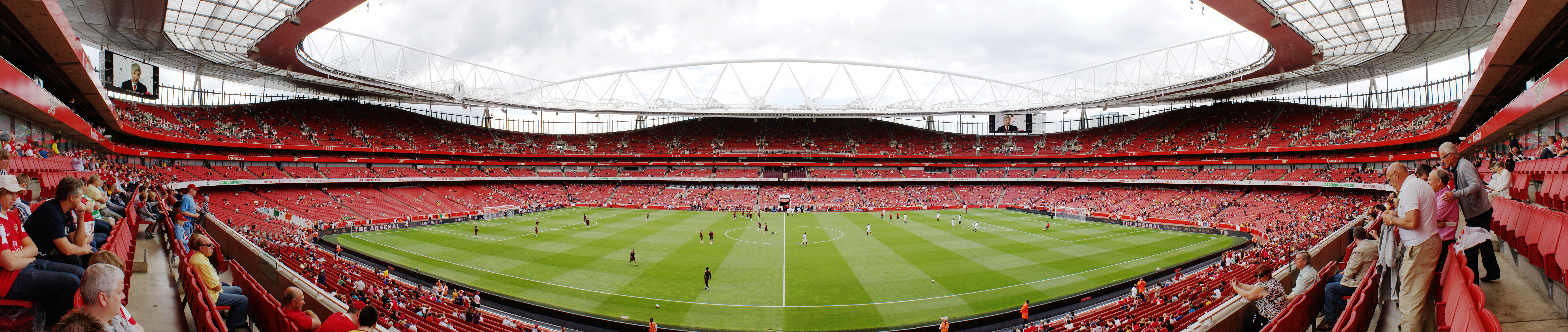
Panorama ze wschodniej trybuny

Całkowity koszt projektu, czyli 430 mln funtów, powiększony dodatkowymi kwotami, był dla władz Arsenalu trudny do zrealizowania. Klubu nie stać było na kontynuowanie prac na stadionie, toteż zwrócił się po pożyczkę do Royal Bank of Scotland. Wyniosła ona 260 mln funtów.
W sierpniu 2005 roku klub oznajmił, że zamierza zamienić kredyt bankowy na obligacje. Wypuszczono 13,5-letnie obligacje na sumę 210 milionów funtów. Była to pierwsza tego typu operacja przeprowadzona przez europejski klub piłkarski. Dnia 31 maja 2006 dług klubu wynosił 262,1 mln funtów, co oznaczało wzrost zobowiązań o 100 milionów funtów.
Arsenal czerpie także fundusze z dodatkowego źródła: część ulicy Lough Road oraz terenów wokół nowego stadionu została wydzierżawiona pod budownictwo. Ponadto Highbury przekształcone zostało w tereny mieszkaniowe. We wszystkich tych miejscach ma powstać ponad 2000 mieszkań. Innymi źródłami dochodów są również umowy z firmą cateringową Daleware North, Nike oraz Emirates.
Jednak największe zyski ma przynieść klubowi sam stadion. Dyrektor generalny „Kanonierów”, Keith Edelman stwierdził, że nowy obiekt powinien podnieść przychody klubu ze 115 mln do ok. 170 mln funtów.

## Dojazd
Na stadion można dojechać metrem oraz autobusem. Stacja metra Arsenal jest najbliższa północnej części stadionu. Do południowej części najłatwiej dojść można od stacji Holloway Road – jednak tylko w dniach rozgrywania spotkań. Następne pobliskie stacje to Finsbury Park, Highbury oraz Islington. Są one oddalone o ok. 10 minut spaceru od stadionu. Stadion jest otwarty dla posiadaczy biletu na dwie godziny przed meczem. Podzielony jest on na cztery części: pomarańczową i niebieską od strony północnej, oraz żółtą i zieloną w części południowej. Sklep klubu „The Armoury” oraz kasy biletowe znajdują się obok części żółtej. Stadion obsługiwany jest przez elektroniczny system sprzedaży biletów. Członkowie klubu wchodzą na obiekt po okazaniu kart członkowskich. Pozostali kibice kupują zwykłe, jednorazowe bilety.

## Emirates w liczbach
- przy budowie obiektu pracowało tysiąc robotników[24]
- stadion zajmuje powierzchnię 17 akrów[24]
- na stadionie jest ponad 900 toalet i 250 punktów serwujących posiłki[24]
- wysokość obiektu od murawy po dach wynosi 41,9 m[24]
- na stadionie jest 250 miejsc dla niepełnosprawnych[24]
- przy budowie stadionu zużyto 10 tys. ton stali[24]
- 3 tys. ton ważą stalowe rury na dachu[24]
- na obiekcie jest 2 tys. drzwi[24]
- aby wybudować Emirates, potrzeba było ponad 2,5 tys. dokumentów[24]
- na stadionie jest 41 miejsc dla kamer telewizyjnych i 215 siedzeń dla dziennikarzy[24]
- murawa ma 113 metrów długości i 76 szerokości[24]
- położono 15 tys. metrów kwadratowych glazury[24]